# Cerodontha mellita
Cerodontha mellita är en tvåvingeart som beskrevs av Spencer 1971. Cerodontha mellita ingår i släktet Cerodontha och familjen minerarflugor. Inga underarter finns listade i Catalogue of Life.